# فيو-دإيزيناف (أين)
فيو-دإيزيناف (بالفرنسية: Vieu-d'Izenave)‏ هي بلدية فرنسية تقع في إقليم الأين في فرنسا. تبلغ مساحتها 23.73 كم مربع (9.16 ميل مربع). بلغ عدد سكانها عام 2008 حوالي 682 نسمة. رمز إنسي لها هو:1441. أما الرمز البريدي لها فهو: 1430.